# Frauen-Bundesliga 2007-2008
La Frauen-Bundesliga 2007-2008 è stata la 18ª edizione della massima divisione del campionato tedesco femminile di calcio. Il campionato è iniziato il 19 agosto 2007 e si è concluso il 15 giugno 2008. Il 1. FFC Francoforte ha vinto il campionato per la settima volta nella sua storia sportiva. Capocannoniere del torneo è stata Inka Grings, attaccante del 2001 Duisburg, con 26 reti realizzate..

## Stagione

### Novità
Dalla Frauen-Bundesliga 2006-2007 sono stati retrocessi in 2. Frauen-Bundesliga il Heike Rheine e il Brauweiler Pulheim, rispettivamente penultimo e ultimo in classifica, mentre dalla serie cadetta sono stati promossi il Wattenscheid 09, alla seconda esperienza nel massimo livello del campionato di categoria dopo la stagione 1994-1995, vincitore del girone Nord, e il Saarbrücken, vincitore del girone Süd e tornato in massima serie dopo tre stagioni in cadetteria.

### Formula
Le 12 squadre si affrontano in un girone all'italiana con partite di andata e ritorno, per un totale di 22 giornate. La squadra prima classificata è dichiarata campione di Germania, mentre le ultime due classificate vengono retrocesse in 2. Frauen-Bundesliga. Le prime due classificate sono ammesse alla UEFA Women's Cup 2008-2009.

## Squadre partecipanti
| Club                | Città                  | Stadio                     | Stagione 2006-2007                    |
| ------------------- | ---------------------- | -------------------------- | ------------------------------------- |
| 1. FFC Francoforte  | Francoforte sul Meno   | Stadion am Brentanobad     | Campione di Germania                  |
| 2001 Duisburg       | Duisburg               | PCC-Stadion                | 2º posto in Frauen-Bundesliga         |
| Amburgo             | Amburgo                | Wolfgang-Meyer-Sportanlage | 9º posto in Frauen-Bundesliga         |
| Bad Neuenahr        | Bad Neuenahr-Ahrweiler | Apollinarisstadion         | 5º posto in Frauen-Bundesliga         |
| Bayern Monaco       | Monaco di Baviera      | Sportpark Aschheim         | 4º posto in Frauen-Bundesliga         |
| Crailsheim          | Crailsheim             | Schönebürgstadion          | 7º posto in Frauen-Bundesliga         |
| Friburgo            | Friburgo in Brisgovia  | Möslestadion               | 10º posto in Frauen-Bundesliga        |
| Saarbrücken         | Saarbrücken            | Stadion Kieselhumes        | 1º posto in 2. Frauen-Bundesliga Sud  |
| SG Essen-Schönebeck | Essen                  | Sportpark am Hallo         | 6º posto in Frauen-Bundesliga         |
| Turbine Potsdam     | Potsdam                | Karl-Liebknecht-Stadion    | 3º posto in Frauen-Bundesliga         |
| Wattenscheid 09     | Bochum                 | Lohrheidestadion           | 1º posto in 2. Frauen-Bundesliga Nord |
| Wolfsburg           | Wolfsburg              | VfL-Stadion am Elsterweg   | 8º posto in Frauen-Bundesliga         |

## Classifica finale
Fonte: sito ufficiale
|  | Pos. | Squadra             | Pt | G  | V  | N | P  | GF | GS | DR  |
|  | ---- | ------------------- | -- | -- | -- | - | -- | -- | -- | --- |
|  | 1.   | 1. FFC Francoforte  | 54 | 22 | 17 | 3 | 2  | 87 | 22 | +65 |
|  | 2.   | 2001 Duisburg       | 53 | 22 | 17 | 2 | 3  | 65 | 20 | +45 |
|  | 3.   | Turbine Potsdam     | 38 | 22 | 11 | 5 | 6  | 48 | 32 | +16 |
|  | 4.   | Bayern Monaco       | 38 | 22 | 12 | 2 | 8  | 53 | 38 | +15 |
|  | 5.   | Bad Neuenahr        | 37 | 22 | 12 | 1 | 9  | 43 | 33 | +10 |
|  | 6.   | Wolfsburg           | 34 | 22 | 10 | 4 | 8  | 42 | 48 | −6  |
|  | 7.   | SG Essen-Schönebeck | 33 | 22 | 9  | 6 | 7  | 43 | 40 | +3  |
|  | 8.   | Friburgo            | 21 | 22 | 6  | 3 | 13 | 30 | 63 | −33 |
|  | 9.   | Crailsheim          | 19 | 22 | 5  | 4 | 13 | 28 | 43 | −15 |
|  | 10.  | Amburgo             | 18 | 22 | 4  | 6 | 12 | 23 | 46 | −23 |
|  | 11.  | Saarbrücken         | 18 | 22 | 4  | 6 | 12 | 26 | 51 | −25 |
|  | 12.  | Wattenscheid 09     | 11 | 22 | 3  | 2 | 17 | 17 | 69 | −52 |

Legenda:
      Campione di Germania e ammessa alla UEFA Women's Cup 2008-2009
      Ammessa alla UEFA Women's Cup 2008-2009
      Retrocesse in 2. Frauen-Bundesliga
Note:
Tre punti a vittoria, uno a pareggio, zero a sconfitta.

## Risultati

### Tabellone
|                     | Fra  | Dui  | Amb  | Bad  | BaM  | Cra  | Fri  | Saa  | SGE  | Tur  | Wat  | Wol  |
| ------------------- | ---- | ---- | ---- | ---- | ---- | ---- | ---- | ---- | ---- | ---- | ---- | ---- |
| 1. FFC Francoforte  | –––– | -    | -    | -    | -    | -    | -    | -    | -    | -    | -    | -    |
| 2001 Duisburg       | -    | –––– | -    | -    | -    | -    | -    | -    | -    | -    | -    | -    |
| Amburgo             | -    | -    | –––– | -    | -    | -    | -    | -    | -    | -    | -    | -    |
| Bad Neuenahr        | -    | -    | -    | –––– | -    | -    | -    | -    | -    | -    | -    | -    |
| Bayern Monaco       | -    | -    | -    | -    | –––– | -    | -    | -    | -    | -    | -    | -    |
| Crailsheim          | -    | -    | -    | -    | -    | –––– | -    | -    | -    | -    | -    | -    |
| Friburgo            | -    | -    | -    | -    | -    | -    | –––– | -    | -    | -    | -    | -    |
| Saarbrücken         | -    | -    | -    | -    | -    | -    | -    | –––– | -    | -    | -    | -    |
| SG Essen-Schönebeck | -    | -    | -    | -    | -    | -    | -    | -    | –––– | -    | -    | -    |
| Turbine Potsdam     | -    | -    | -    | -    | -    | -    | -    | -    | -    | –––– | -    | -    |
| Wattenscheid 09     | -    | -    | -    | -    | -    | -    | -    | -    | -    | -    | –––– | -    |
| Wolfsburg           | -    | -    | -    | -    | -    | -    | -    | -    | -    | -    | -    | –––– |

## Statistiche

### Classifica marcatrici
Fonte: sito ufficiale
| Gol | Rigori |  | Giocatore          | Squadra             |
| --- | ------ |  | ------------------ | ------------------- |
| 26  |        |  | Inka Grings        | 2001 Duisburg       |
| 25  |        |  | Birgit Prinz       | 1. FFC Francoforte  |
| 20  |        |  | Conny Pohlers      | 1. FFC Francoforte  |
| 16  |        |  | Shelley Thompson   | Wolfsburg           |
| 15  |        |  | Nina Aigner        | Bayern Monaco       |
| 15  |        |  | Martina Müller     | Wolfsburg           |
| 14  |        |  | Petra Wimbersky    | 1. FFC Francoforte  |
| 13  |        |  | Kerstin Garefrekes | 1. FFC Francoforte  |
| 13  |        |  | Jessica Wich       | Turbine Potsdam     |
| 10  |        |  | Melanie Hoffmann   | SG Essen-Schönebeck |